# 리베라주

리베라주의 위치

리베라주(스페인어: Departamento de Rivera)는 우루과이 북부에 위치한 주로 주도는 리베라이며 면적은 9,370km2, 인구는 103,493명(2011년 기준)이다. 북쪽과 동쪽으로는 브라질과 국경을 접하며 남동쪽으로는 세로라르고주, 남쪽과 서쪽으로는 타콰렘보주, 북서쪽으로는 살토주와 접하고 있다.

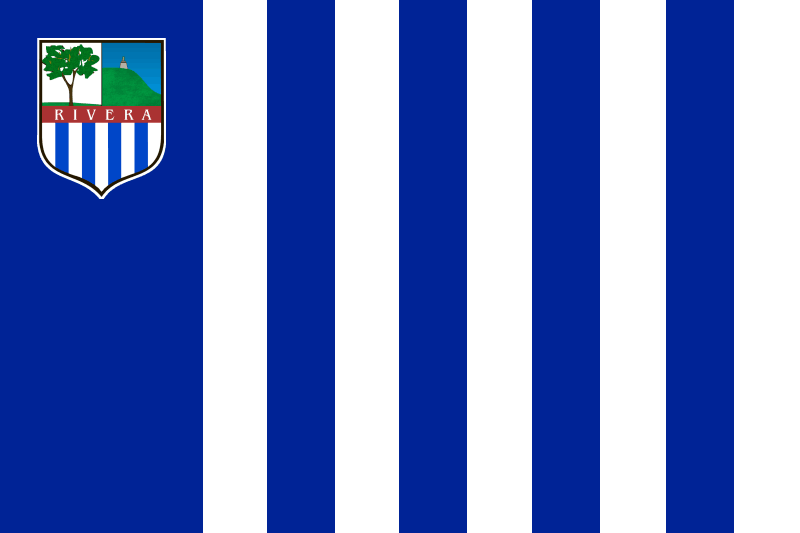
주기
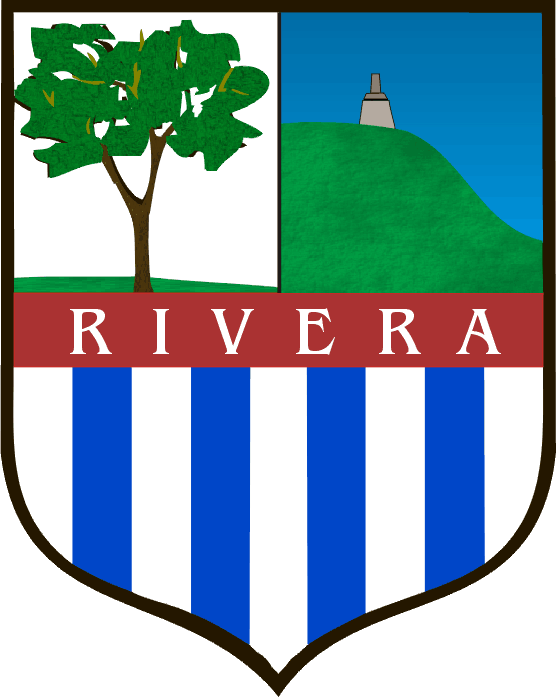
주 문장